# Speedy (cómic)
Speedy (español: Veloz) es el nombre de dos superhéroes de DC Comics que han servido como compañeros adolescentes de Green Arrow.

## Biografías de personajes ficticios

### Roy Harper
El nombre real del Speedy original era Roy Harper Jr.. Apareció por primera vez en More Fun Comics # 73 (noviembre de 1941), donde fue identificado como el hijo huérfano de Roy Harper Sr., un guardabosques que había muerto salvando a un jefe médico navajo llamado "Brave Bow" de un incendio. Brave Bow crio él mismo al joven Roy, entrenándolo en tiro con arco. Roy Jr. tomó este entrenamiento con entusiasmo e idolatraba al superhéroe arquero, Green Arrow. Cuando era adolescente, Roy tiene la oportunidad de actuar en una competencia de tiro con arco juzgada por Green Arrow, donde ayuda al héroe a frustrar un intento de robo, incluso demostrando que es un tirador más rápido que el héroe. Tras la muerte de Brave Bow, Green Arrow le pidió a Roy que sirviera como su compañero, una oferta que Roy aceptó de buena gana, tomando el nombre de Speedy. Harper se convirtió en el pupilo del alter ego de Green Arrow, el multimillonario Oliver Queen.
Hubo un segundo origen posterior en Adventure Comics # 209 (febrero de 1955, The Origin of Speedy). Sus padres (John y Anna) fueron asesinados cuando explotó un experimento de su padre científico. Esto fue en las tierras salvajes de Arizona y los indios encontraron a Roy y lo crio el jefe Thunderhead, un gran arquero que podía hacer muchas cosas fantásticas con un arco y una flecha, quien entrenó al niño en su uso. Más tarde le dijo a Roy que buscara su futuro con el gran arquero, Green Arrow. El Jefe ahora está muerto.
Harper también se convirtió en uno de los primeros miembros de los Jóvenes Titanes. Después de que los Titanes originales se disolvieron, se unió a una banda llamada Great Frog y se convirtió en un adicto a las drogas, por primera vez en los cómics de DC, en una historia galardonada en Green Lantern # 85-86 (septiembre y noviembre de 1971), parte de un clásico, 14 números dirigidos por el equipo de escritores y artistas de Denny O'Neil y Neal Adams. Roy pasó algún tiempo en el Escuadrón Suicida antes de regresar a los Titanes.
Fue padre de una hija llamada Lian de la villana Cheshire, y finalmente tomó el nombre de Arsenal en New Teen Titans #99 (1993). En Justice League of America # 1 (vol 3), finalmente se lo conoce como Red Arrow. Después de que su hija es asesinada, y el villano Prometheus le corta uno de sus brazos en Justice League: Cry for Justice, Roy protagonizó la miniserie Justice League: The Rise of Arsenal durante la cual retomó el nombre de "Arsenal".

### Mia Dearden
Mia Dearden se presentó en Green Arrow (Vol. 3) # 2 en 2001. Mia era una adolescente que huyó de su casa después de haber sido abusada por su padre y cayó en la prostitución infantil. Mia fue rescatada de uno de sus clientes por Oliver Queen, quien acababa de regresar de entre los muertos. Mia comenzó a entrenar en secreto con Connor Hawke en tiro con arco y combate. Mia continuamente le pedía a Green Arrow que le permitiera servir como su compañera, pero Oliver continuamente objetaba, no queriendo poner en riesgo a otro joven. Mia redobló sus esfuerzos y Green Arrow finalmente le permitió convertirse en la nueva Speedy. Poco después, se unió a los Jóvenes Titanes. Desde entonces ha dejado el equipo.

## Poderes y habilidades
Speedy (al igual que su mentor) tiene una amplia variedad de flechas con truco, la más famosa es su flecha de guante de boxeo que es capaz de noquear a los villanos. Speedy también tiene varias otras flechas que van desde flechas de gas somnífero, flechas explosivas y flechas regulares. Roy Harper obtuvo su nombre de superhéroe Speedy al poder disparar más flechas más rápido que Green Arrow. Green Arrow reconoció su velocidad y precisión de sus flechas mientras entrenaba con él. El nombre de Speedy a menudo se confunde con el nombre de superhéroe de Kid Flash; los transeúntes llamarían erróneamente a Kid Flash "Speedy".
Junto con sus excelentes habilidades de tiro con arco, Speedy ha dominado varios tipos diferentes de combate cuerpo a cuerpo, incluidos el judo, el kickboxing y el kárate.
Como Arsenal, Roy Harper mostró competencia con una mayor variedad de armas, como pistolas, porras y búmeran. También se convirtió en un maestro de Moo Gi Gong, lo que le permitió usar prácticamente cualquier objeto de mano como arma improvisada.
Roy Harper puede hablar japonés y puede entender ruso.

## Otras versiones

### Speedy de Tierra-Dos
Había una versión Tierra-Dos de Speedy que era miembro de Siete Soldados de la Victoria y All-Star Squadron en la década de 1940 junto con su mentor Green Arrow. Aparte de su origen, habiendo sido entrenados juntos en la cima de una mesa, su historia es casi paralela a la historia de la versión Tierra-Uno hasta el punto en que Speedy y Green Arrow, junto con sus compañeros de equipo, se vieron envueltos en varios períodos de tiempo durante un batalla con el Hombre Nebulosa. Él y sus compañeros de equipo fueron recuperados más tarde por la Sociedad de la Justicia y la Liga de la Justicia para ayudarlos a salvar a la Tierra-Dos de las maquinaciones de su antiguo enemigo, la Mano de Hierro. Speedy había sido enviado a la isla de Circe en el pasado y convertido en un centauro controlado por Circe, pero fue restaurado. Años después de regresar al presente, Speedy salió de su retiro, junto con su mentor, quien murió durante Crisis on Infinite Earths. Este Speedy y su Green Arrow fueron borrados retroactivamente de la existencia por los eventos de Crisis on Infinite Earths.

### Mundo Bizarro
Una versión Bizarro de Roy Harper como Arsenal aparece como uno de los héroes de Mundo Bizarro. Además de lucir un brazo izquierdo robótico (a diferencia del derecho), se muestra al Bizarro Arsenal con un carcaj lleno de gatos muertos, que usa como armas.

### Flashpoint
En la línea de tiempo alternativa del evento Flashpoint, Roy Harper es miembro del escuadrón de mercenarios que trabaja para el industrial Oliver Queen. Sin embargo, muy temprano en la historia, Roy y sus compañeros mercenarios fueron asesinados por una explosión no mostrada provocada por Vixen y un grupo de activistas anti-Queen. La explosión en realidad mata a todos en las instalaciones, excepto a Vixen y Oliver Queen, quien sale notablemente ileso a pesar de que había estado parado junto a Roy, discutiendo la posibilidad de convertirse en un grupo de héroes reales en lugar de mercenarios, en el momento en que ocurrió la explosión apagada.

### Titans Tomorrow
En el futuro de Titans Tomorrow, Roy Harper asumió el papel de Green Arrow y murió en la batalla.

### Thrillkiller
Batman: Thrillkiller es una historia de Elseworlds ambientada a principios de la década de 1960. Roy Harper es representado como un motociclista que compra drogas para entablar amistad con la colegiala Hayley Fitzpatrick (también conocida como Harley Quinn), pero una terrible experiencia con traficantes de drogas lo lleva a alertar a la policía después de ser ayudado por Batman y Canario Negro. Más tarde se le muestra practicando tiro con arco, aunque no está claro si es parte de un plan de rehabilitación o entrenamiento para vigilancia.

### Convergencia
Durante el evento Convergencia, se muestra la versión New Earth de Roy Harper después de los eventos de la serie Titans. Todavía luchando con la muerte de Lian, ahora se ha dedicado a ayudar a la comunidad a enmendar su tiempo con Deathstroke. Cuando los extremistas atacan la ciudad, se pone su disfraz de Arsenal y ayuda a sus antiguos compañeros de equipo de los Jóvenes Titanes a luchar contra los villanos. Dreamslayer luego usa sus poderes para sacar a Lian de la corriente temporal poco antes de su muerte y se ofrece a devolvérsela a Roy a cambio de que él se vuelva contra los Titanes. Usando engaños, Roy finge traicionar a sus amigos, pero en lugar de eso interfiere en el campo de teletransportación de Dreamslayer. Mientras los extremistas se retiran, Roy se queda con Lian y finalmente se reúne con su hija.

### Teen Titans Go!
Speedy también ha hecho ocho apariciones en la serie de cómics Teen Titans Go! (basado en la caricatura). Su primera aparición en el número 10 fue un cameo. Hizo una reaparición con el resto de Titans East en los números 20 y 25. Una versión súper deformada de él se hizo pasar por Cupido en el número 27. Una de las dos historias del número 30 se centra en él y Aqualad. Hasta ahora, él y Aqualad han aparecido en cada décimo número. Apareció en el número 39 y después de ser golpeado por las flechas de Larry se enamora de Cheshire, similar a los cómics. En el número 48 apareció como Arsenal en realidad alternativa en un grupo llamado Teen Tyrants.

### Arrow
En el cómic relacionado con Arrow, temporada 2.5, Roy Harper como Arsenal va con Oliver en la misión de detener el "avión de drogas". Mientras Oliver pone un dispositivo de piloto automático en los controles del avión y patea a otros enemigos, uno de los matones dispara a Roy y comienza a caer del avión, pero Oliver logró rescatarlo y lo internaron. Mientras se recupera, Felicity es secuestrada por Church of Blood y el grupo mercenario Renegades. Oliver pide ayuda a Roy y le da un traje con forro de kevlar después de que se recuperó de una lesión. Dirigiéndose a la base de operaciones de la Iglesia, son contactados por Clinton Hogue, el nuevo líder de la Iglesia, quien exige a Oliver a cambio de Felicity, que Oliver acepta a pesar del consejo de Roy de no hacerlo. Roy va a Lyla Michaels en busca de ayuda y ellos, junto con otra copia de seguridad liberada de la prisión llamada Huntress, van a Bludhaven, donde se encuentra Felicity. Al infiltrarse en su base, Roy lucha contra Cyrus Vanch y Winnick Norton, pero después de derribarlos, Lyle Bolton lo noquea, los electrocuta y toma a los rehenes, solo para ser noqueado por Helena que los salva. Roy y sus amigos atan a los mercenarios y parten en helicóptero pilotado por Oliver. Sin embargo, Hogue llega en un helicóptero e intenta matar a Roy. En el medio del aire, los dos caen fuera del avión, sostenidos por Roy y Hogue atados a su pierna. Roy lo patea y Hogue cae al suelo y muere.

## En otros medios

### Televisión

#### Smallville
- Speedy (Mia Dearden) apareció en el episodio de Smallville, "Crossfire". Este Speedy es la versión de Smallville de la aprendiz de Green Arrow, Mia Dearden, interpretada por Elise Gatien.[7] Ella es una prostituta que se ha entrenado en peleas callejeras y está tratando de recaudar suficiente dinero para alejarse de su proxeneta, Rick. Oliver Queen la ve como un alma gemela y la toma para entrenarla mientras le enseña cómo superar su ira. Rick la obliga a atraer a Oliver a un lugar remoto para que pueda secuestrarlo, pero Mia se vuelve contra él. Rick es arrestado y Mia continúa asociándose con Oliver. En "Disciple", es secuestrada por un arquero villano llamado Vordigan, pero es rescatado por Oliver y Clark y descubre que Oliver es Green Arrow, convirtiéndose en su discípulo. Mia usa ropa roja y amarilla, que representa los colores del disfraz de Speedy en los cómics. A diferencia de los cómics, Mia es morena y solo se la ve con cabello rubio cuando usa una peluca como prostituta. El personaje aparece en la continuación de la temporada 11 del cómic y de manera prominente en miniseries como Smallville: Titans y brevemente en Smallville: Harbinger.

#### Arrowverso
- En Arrow de The CW, la hermana de Oliver Queen, Thea Dearden Queen (Willa Holland) es apodada "Speedy" por Oliver (Stephen Amell). Thea comienza como una amante de las fiestas que a menudo es criticada por Oliver por sus acciones, e incluso termina en un accidente automovilístico y se ve obligada a hacer servicio comunitario con Laurel Lance (Katie Cassidy). Conoce a Roy Harper (Colton Haynes), un ladrón, cuando él le roba el bolso, pero se siente atraído por él y finalmente comienza a salir con él. En la segunda temporada, todavía está con Roy y dirige el club de Oliver mientras está excluida y todos le guardan secretos. Más tarde se entera de que Malcolm Merlyn, el villano principal de la primera temporada, es su padre biológico. Thea descubre todos estos secretos, excepto el de Oliver. En el final de temporada, cuando es atacada por los secuaces de Deathstroke/Slade Wilson, Malcolm regresa para salvarla y la convence de que se vaya de Starling City con él. En la tercera temporada, Oliver le revela que él es Arrow y comienza a entrenarla.
- Colton Haynes aparece como Roy Harper / Arsenal en la serie como un interés amoroso por Thea. Roy en un momento busca al "Vigilante", pero al final de la primera temporada ha tenido poco éxito. En la segunda temporada, Roy llamó la atención de Hood mientras intentaba emular los éxitos del justiciero en la lucha contra el crimen en Starling City. Hood emplea a Roy para que actúe como su hombre de inteligencia sobre el terreno en los Glades. Después de que Hood dispara una flecha a través de la pierna de Roy para evitar que investigue el suero Mirakuru que se usa en Starling City, Roy continúa investigando y posteriormente es secuestrado e inyectado con el mismo suero por Hermano Sangre. Incapaz de controlar sus nuevos poderes físicos, Roy casi mata a un hombre. Después de descubrir esto, Arrow se ofrece con éxito a entrenarlo. Finalmente, Arrow se ve obligado a revelar su identidad como Oliver Queen, el hermano mayor de Thea, a Roy en un intento de que lo ayude a detener una segunda empresa. Arrow se refiere a Roy como "Speedy" cuando lucha contra el crimen como una forma de recordarle a Thea y su amor, y de controlar sus poderes. Roy pierde el control y arrasa la ciudad e incluso mata a un hombre hasta que Oliver logra sedarlo. Después de estar sedado durante semanas, Oliver finalmente encuentra una cura y se la inyecta, lo que cancela los efectos de Mirakuru. Más tarde, Roy se encuentra con Thea y le promete que dejarán a Starling juntos para siempre, pero primero participa en el ataque contra el ejército de Slade Wilson y finalmente ponerse una máscara roja y una flecha roja. En la tercera temporada, Oliver sugiere el nombre Arsenal, que Roy usa en episodios futuros.
- En el episodio de la tercera temporada "Public Enemy", cuando el Capitán Lance emite una orden de arresto para Arrow, quien sabe que es Oliver Queen, Roy se disfraza y afirma que él es Arrow, para salvar a Oliver. En el siguiente episodio, "Broken Arrow", Roy finge su muerte, pero no puede decírselo a Thea antes de irse de Starling City. Thea luego localiza a Roy, quien le entrega su chaqueta del Arsenal, antes de irse. En el final de temporada, Thea se pone el traje rojo y se convierte en la vigilante Speedy.
- Speedy se menciona en el episodio de Supergirl, "Worlds Finest" cuando Lucy Lane sugiere llamar a Barry Allen "Speedy".

#### Stargirl
En el episodio de Stargirl, "Brainwave", Pat Dugan le muestra al personaje principal una foto de él y Star-Spangled Kid con los miembros de Siete Soldados de la Victoria, Green Arrow, Speedy, Vigilante, Shining Knight, Crimson Avenger y Wing.

#### Animación
- Roy Harper/Speedy aparece en el segmento "Teen Titans" de The Superman/Aquaman Hour of Adventure, con la voz de Pat Harrington, Jr.
- Roy Harper/Speedy aparece en Teen Titans, con la voz de Mike Erwin. Después de una aparición menor en el episodio "Winner Take All", en el que muestra una actitud seria y profesional, se une al grupo hermano de los Jóvenes Titanes, Titanes del Este en su episodio homónimo de dos partes, mostrando su tradicional personalidad de "chico malo".
- Roy Harper/Speedy aparece en el episodio de Liga de la Justicia Ilimitada, "Patriot Act", nuevamente con la voz de Mike Erwin. Esta versión es el "excompañero" de Green Arrow y miembro de la Liga de la Justicia.
- Roy Harper/Speedy aparece en Batman: The Brave and the Bold, con la voz principalmente de Jason Marsden y Ryan Ochoa en flashbacks.[8] Esta versión se presenta como un niño compañero estereotípico y comúnmente usa frases como "¡Caramba!" o "Santo [insertar frase poco común]".
- Roy Harper aparece en Young Justice, con la voz de Crispin Freeman. Comenzando inicialmente como Speedy, esta versión fue capturado por Light, quien amputó su brazo derecho para hacer dos clones de él y controlarlos a través de una combinación de programación e hipnosis para satisfacer sus necesidades. Un clon se convertiría en Jim Harper/Guardián, que sirve como seguridad para el Proyecto Cadmus y opera como un superhéroe bajo la creencia de que es el tío de Roy Harper, mientras que al segundo se le hizo creer que era el verdadero Roy Harper y actuar como agente durmiente. dentro de la Liga de la Justicia. Después de convertirse en Red Arrow, finalmente lograr unirse a la Liga y conocer su verdadera naturaleza, el segundo Roy se casó con Cheshire y tuvo una hija, Lian Nguyen-Harper, mientras pasaba los siguientes cinco años buscando al verdadero Roy, lo que provocó que su salud y sus amistades empeoraran. Al encontrarlo y liberarlo, el verdadero Roy busca vengarse del miembro de Light, Lex Luthor, quien le da un brazo biónico. Al elegir no buscar venganza contra Luthor, Roy toma el nombre de Arsenal y se une brevemente al equipo antes de ser expulsado por su imprudencia y desobediencia, mientras que el segundo Roy deja de ser un superhéroe para centrarse en ser padre. A partir de Young Justice: Outsiders, el segundo Roy se ha rebautizado como Will Harper y fundó una empresa llamada Bowhunter Security para mantener a su familia. Además, los Harper comenzaron a verse como una familia y desarrollaron una dinámica de equipo.
- Roy Harper/Speedy aparece en Teen Titans Go! (2013), con la voz de Scott Menville.

### Cine
- La versión de Roy Harper de Speedy apareció en Teen Titans: The Judas Contract, nuevamente con la voz de Crispin Freeman. Junto con Bumblebee y Kid Flash, se le vio en un flashback de cómo se conocieron los Jóvenes Titanes.
- Speedy aparece brevemente en Justice League Dark: Apokolips War, como uno de los titanes asesinados por Parademons en un flashback.

### Videojuegos
- La versión de Roy Harper de Red Arrow hace un cameo en el final de Green Arrow en Injustice: Dioses entre nosotros.
- La versión Arrow de Roy Harper aparece como un personaje jugable a través del contenido DLC en Lego Batman 3: Beyond Gotham.
- Dos variaciones del traje del Arsenal aparecen como aspectos alternativos para Green Arrow en Injustice 2.
- Roy Harper aparece como un personaje jugable en Lego DC Super-Villains, nuevamente con la voz de Crispin Freeman.